# Pawłowo (powiat węgorzewski)
Pawłowo (niem. Paulswalde) – wieś w Polsce położona w województwie warmińsko-mazurskim, w powiecie węgorzewskim, w gminie Budry.
Częścią wsi Pawłowo jest Pawłówko.
W latach 1975–1998 miejscowość należała administracyjnie do województwa suwalskiego.